# Kerry Centre Tower
La Kerry Centre Tower  est un gratte-ciel de 124 mètres de hauteur construit en 1998 en Chine à Pékin dans le district de Chaoyang
Il abrite des bureaux sur 31 étages.
Il fait partie du Kerry Centre qui comprend 3 autres bâtiments.
L'architecte est l'agence de Hong Kong, DLN Architects & Engineers.